# Segno di Hoover
Il segno di Hoover è un rientramento inspiratorio delle coste situate nella parte inferiore del torace che durante l'attività respiratoria vengono trascinate verso il basso dal diaframma

## Etimologia
Il segno prende il nome dello scopritore, Charles Franklin Hoover (1865-1927) un medico statunitense nato a Cleveland, Ohio, professore di medicina ad Harvard. Gli interessi principali del dr. Hoover si dispiegarono nell'ambito delle malattie del diaframma, dei polmoni e del fegato. Il segno fu rilevato per la prima volta nel 1920.

## Sensibilità e specificità
In letteratura è riportato che il segno di Hoover ha una sensibilità del 58% ed una specificità dell'86% nella capacità di rilevare una ostruzione delle vie aeree. Può essere rilevato fino al 70% dei pazienti con ostruzione grave.

## Malattie correlate
- Insufficienza respiratoria
- Insufficienza cardiaca
- BPCO[6]
- Enfisema

## Meccanica respiratoria
In inspirazione i muscoli respiratori sono sostanzialmente il diaframma ed i muscoli intercostali esterni. A questi si affiancano alcuni muscoli accessori: i muscoli scaleni, il muscolo sternocleidomastoideo, i muscoli alae nasi, ed alcuni muscoli del collo e del capo. In espirazione i muscoli principalmente coinvolti sono invece il muscolo retto dell’addome, il muscolo interno dell’addome, il muscolo esterno dell’addome, il muscolo trasverso dell’addome ed i muscoli intercostali interni.

## Caratteristiche cliniche
Il segno di Hoover è un tipico segno di alterazione della meccanica polmonare che si evidenzia in particolare nei soggetti affetti da insufficienza respiratoria o cardiaca. 
Pertanto questo segno è evidenziabile nei soggetti che presentano tachipnea (rilevante aumento del ritmo respiratorio rispetto alla norma) e che tendono a fare ricorso ai muscoli accessori della respirazione.
Di norma il margine costale si muove molto poco durante la respirazione regolare. Se lo fa tende a muoversi verso l'esterno e verso l'alto. Nei pazienti con malattia ostruttiva delle vie aeree vi è una tendenza ad un movimento paradosso.
Il segno è provocato in particolare dalla azione dei muscoli intercostali e può essere facilmente testato ponendo le mani aperte a farfalla sulle ultime coste del torace del paziente, chiedendogli quindi di fare un respiro profondo.
Mentre nel soggetto normale in inspirazione i pollici si allontanano per tornare a riavvicinarsi in espirio, nel soggetto con alterata meccanica polmonare i pollici in inspirazione non si allargano e le ultime coste tendono a rientrare.
Nel contesto di un dipartimento di emergenza il riscontro di un segno positivo di Hoover, in associazione con alterazione di altri parametri clinici di facile e pronta esecuzione (emogasanalisi, test di picco di flusso espiratorio) può contribuire ad un corretto triage del paziente ed alla sua gestione in emergenza.

## Valore prognostico
Il segno di Hoover è un segno sfavorevole dal punto di vista prognostico in quanto è rilevabile soprattutto in presenza di affaticamento respiratorio (distress respiratorio) e spesso precede un imminente arresto respiratorio.
Nei pazienti con BPCO il segno di Hoover è un reperto frequente e la sua frequenza aumenta con la gravità della malattia. Il suo riscontro è correlato a valori più alti di dispnea, IMC (Indice di Massa Corporea), numero delle riacutizzazioni e numero di farmaci prescritti.